# 高妙儀
高 妙儀（こう みょうぎ、561年 - 578年）は、中国北斉の公主。傍系皇族の趙郡王高叡の娘で、扶風郡公主に封じられた。本貫は渤海郡蓨県。

## 生涯
祖父の高琛は東魏の権臣高歓の弟であったが、高歓から刑罰を受けて早くに死んだ。父の高叡は高歓に養育され、高歓の子の高洋が北斉を建てると趙郡王に封じられた。高妙儀は、高洋死後の帝位が目まぐるしく移る時代に生まれ、長じて雍州の扶風郡公主に封じられた。
北斉が北周に滅ぼされた翌年の578年に、鄴の都城で逝去した。数え18歳だった。同年4月23日、鄴の西北の郊外に埋葬された。史書や文献に没年の記載はないが、墓誌銘が発見されている。

## 参考資料
- 『扶風郡公主墓誌』来源：『漢魏南北朝墓誌匯』作者：趙超